# Archives départementales d'Eure-et-Loir
Les archives départementales d'Eure-et-Loir sont un service du conseil départemental d'Eure-et-Loir, chargé de collecter les archives, de les classer, les conserver et les mettre à la disposition du public.

## Historique des implantations

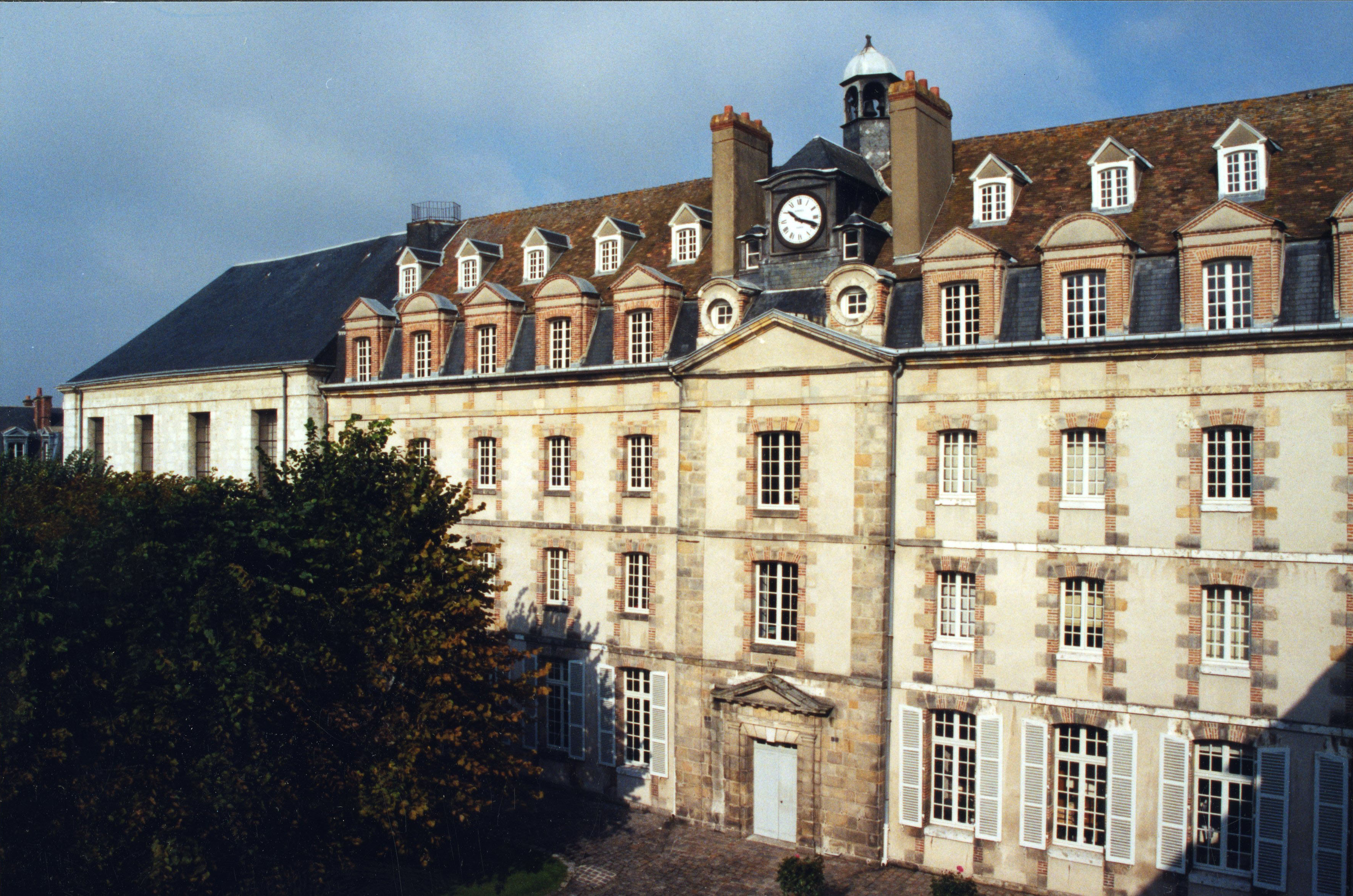
Grand séminaire de Chartres.

### 1908-2006
Au XXe siècle, les archives départementales étaient situées à Chartres dans des bâtiments du XVIIIe siècle, précédemment occupés par l'ancien séminaire Saint-Charles,  Inscrit MH (1941), 11 rue du Cardinal-Pie, tout près de la cathédrale Notre-Dame.

### Depuis 2006
En 2006, les archives départementales ont emménagé dans un nouveau bâtiment construit sur un ancien terrain de la SNCF, en limite de Chartres et de Mainvilliers, bordé au sud par la voie ferrée de la ligne de Paris-Montparnasse à Brest et à l'est par Le Compa, le musée de l'agriculture.

## Directeurs
- Marie-François-Joseph Ferré (avant 1852) ;
- Lucien Merlet (1827-1898), de 1852 à 1893 ;
- René Merlet, fils du précédent (1866-1933), de 1893 à 1907 ;
- Maurice Jusselin (1882-1964), de 1907 à 1943 ;
- Jean Waquet  (1913-1994), de 1943 à 1964 ;
- Jean-Gustave-Emmanuel Mallon (+ 1982), de 1964 à 1970 ;
- Jacques Lacour, de 1970 à 1996 ;
- Michel Thibault, de 1996 à 2007 ;
- Emmanuel Rousseau, de 2007 à 2010 ;
- Brigitte Féret, de 2010 à 2015 ;
- Cécile Figliuzzi, de 2016 à 2024 ;
- Marie Bolot, depuis 2025.

## Pour approfondir